# 金田一城
金田一城（きんだいちじょう）は、岩手県二戸市にあった日本の城。別名四戸城。

## 概要
金田一城は二戸郡金田一村（現 二戸市金田一仲町）に所在した。城跡は馬淵川左岸の段丘にあり空堀に仕切られた上館、中館、下館からなり、それぞれ四戸氏、切円氏、金田一氏の居城であったと伝えられ三郭を総称して金田一城といったが詳細は不明である。
上館は東西100メートル×南北250メートルで最も規模が大きく、これを四戸城ともいう。
城跡からは中世から近世の陶磁器類が出土している。

## 歴史
天正20年（1592年）の「諸城破却書上」には「金田一　山城破　信直抱　代官 上村 杢之丞」とあり、城は破却された。